# Innova-T
La Fundación para la Innovación y Transferencia de Tecnología (INNOVA-T) es una institución que forma parte del sistema de ciencia y tecnología en Argentina, dedicada a vincular ciencia y academia con la sociedad, mediante la articulación con el sector productivo y de servicios.

## Misión
Su rol principal es articular y facilitar la interacción entre los organismos que componen el sistema científico-tecnológico, el sector público y sistema productivo y de servicios que demandan la incorporación de conocimientos. Como ONG la Fundación INNOVA-T tiene plena capacidad jurídica para adquirir bienes y contraer obligaciones, pudiendo celebrar en general toda clase de actos jurídicos que tengan relación directa o indirecta con el cumplimiento de su objeto fundacional. Su condición de UVT, la constituye naturalmente en una entidad apta para actuar como consultora y auditora científico tecnológica en todas las áreas del conocimiento.
Como Unidad Administradora (UA) de recursos públicos y privados destinados a solventar la ejecución de actividades de Investigación y Desarrollo, dispone de una sólida estructura institucional y administrativa. En tal carácter es permanentemente auditada por Organismos de Control del Estado y por los entes financiantes.

## Objetivos
- Desarrollar canales y herramientas que ayuden a generar conciencia de la importancia de la investigación en Ciencia y Tecnología como bases para el desarrollo de la región y como herramienta para la competitividad nacional e internacional.

- Promover la vinculación entre el sector científico y el empresario.
- Fomentar el desarrollo tecnológico en el marco empresarial.
- Difundir el potencial nacional humano, tecnológico e industrial argentino hacia el resto del mundo.
- Difundir los progresos de la ciencia aplicada a la producción, los servicios y el mejoramiento de la calidad de vida.
- Entrenar recursos humanos en el campo de la investigación y el desarrollo.

## Historia
La Fundación INNOVA-T fue creada en el año 1993 por el CONICET con el objetivo de promover y fomentar la investigación, desarrollo e innovación (I+D+i) y la Vinculación Tecnológica (VT) como instrumentos de mejora de la actividad productiva de bienes y servicios. En los términos de la Ley 23.877, de “Promoción y Fomento de la Innovación Tecnológica”, sancionada por el Congreso argentino el 28 de septiembre de 1990, la Fundación INNOVA-T es una Unidad de Vinculación Tecnológica (UVT).
En diciembre de 2007 se le encargó a Innova-T la creación y administración de Innova|Red, la red académica avanzada de Argentina.
En su rol de unidad de vinculación ha participado de numerosos proyectos de cooperación entre Conicet y otros entes o empresas. Entre estos se puede nombrar el proyecto con ENARSA para el desarrollo de una planta piloto para la producción de hidrógeno grado celda a partir de bioetanol.

## Delegaciones
En sintonía con la política de descentralización y federalización del CONICET, la Fundación INNOVA-T construyó una red de delegaciones en el interior del país, en función de los centros académicos y de investigación de la Argentina pudiendo de esta forma realizar transferencia tecnológica en todo el territorio.
Las delegaciones son entes descentralizados que actúan como UVTs territoriales. Cumplen funciones delegadas por el Consejo de Administración de la Fundación INNOVA-T y poseen autonomía administrativa y operativa que les permiten realizar tareas como facturación y cobranza de servicios a terceros, STAN o Convenios específicos, que presten por cuenta y orden de cada uno de los Institutos del Conicet y de las asesorías que brindan los investigadores en particular, así como también en la administración de subsidios para la investigación.